# Angel (canción de X Japan)
«Angel» es una canción de la banda de rock japonesa X Japan escrita por Yoshiki y publicada el 28 de julio de 2023 a través del sello Melodee Music. Se trata del primer material original lanzado por el grupo desde el single «Born to Be Free» en 2015. La música y la letra de la canción fueron escritas por Yoshiki, que también diseñó la imagen de la carátula del sencillo. Es la última creación de X Japan en la que aparece el bajista Heath, quien falleció en octubre de 2023.
El lanzamiento del sencillo tuvo lugar pocos días después de que Elon Musk rebautizara la plataforma de medios sociales Twitter como X, lo que llevó a Yoshiki a declarar públicamente que la banda ya poseía la marca registrada de X Japan. «Angel» debutó en la primera posición de la lista Oricon Daily Singles Chart.

## Listas de éxitos
| Lista (2023)                     | Posición máxima |
| -------------------------------- | --------------- |
| Japan Download (Billboard Japan) | 5               |
| Japan Digital Singles (Oricon)   | 5               |